# Gaius Helvius Cinna
Gaius Helvius Cinna was een aanzienlijke Romeinse dichter en politicus uit de 1e eeuw v.Chr. Hij was een belangrijke vertegenwoordiger van de groep der Poetae novi, en goed bevriend met Catullus, die hem vermeldt in enkele van zijn gedichten (Carm. 10, 95 en 113).

## Biografie
Cinna was een telg van de uit Noord-Italië stammende plebejische gens Helvia, waartoe ook Cicero's moeder Helvia behoorde. Zijn juiste geboortedatum is niet bekend, maar bij Suetonius vernemen we wel meer over de ongelukkige manier waarop hij om het leven kwam. Onmiddellijk na de begrafenis van Julius Caesar braken er te Rome relletjes uit, waarbij de volkswoede zich keerde tegen de Caesarmoordenaars. Het woedende gepeupel rukte op naar de huizen van Brutus en Cassius, maar de aanval werd ternauwernood afgeslagen. Gefrustreerd richtten zij toen hun agressie tegen de ongelukkige Helvius Cinna, die zij op hun weg ontmoetten. Per vergissing zagen zij hem aan voor zijn naamgenoot Cornelius Cinna op wie zij het gemunt hadden omdat hij de dag tevoren nog een felle redevoering tegen Caesar had gehouden. De onschuldige Helvius Cinna werd gelyncht en zijn hoofd, gestoken op een lans, werd meegevoerd.
Deze versie van de feiten vinden we ook terug bij Valerius Maximus, Plutarchus, Appianus en Dio Cassius. Vreemd genoeg vermelden al deze bronnen Helvius Cinna als tribunus plebis, niet als dichter. Suetonius beweert bovendien dat Helvius Cinna in de hoedanigheid van tribunus plebis kort daarvoor een wetsvoorstel had klaarliggen "waarin Caesar toestemming werd gegeven zonder enige beperking tot vrouw te nemen wie hij maar wilde, om zich van nakroost te verzekeren" (vertaling D. den Hengst). Plutarchus noemt Cinna elders een "vriend van Caesar" en een "ποιητικὸς ἀνήρ" (d.i. ‘dichterlijk man’). Daarom gaan de meeste onderzoekers er nu mee akkoord dat de tribunus plebis en de dichter één en dezelfde persoon zijn, ook al lijkt één (mogelijk foutieve!) interpretatie van een vers uit Vergilius' 9e Ecloge te suggereren dat de dichter Helvius Cinna rond 40 v.Chr. nog in leven was.

## Werken
Het magnum opus van Helvius Cinna was zijn Smyrna (of Zmyrna), waarvan Catullus hoog opgeeft in zijn Carm. 95. Het werk ging echter verloren, en het blijft gissen waar het eigenlijk over ging. Sommigen denken dat het de avonturen vertelde van de amazone Smyrna, die haar naam gaf aan de gelijknamige stad in Ionië. Volgens een andere theorie behandelde het, geheel in de trant van de alexandrijnse dichters de incestueuze liefde van Myrrha (soms ook Smyrna geheten) voor haar vader Cinyras, waaruit Adonis werd geboren. Nog steeds volgens Catullus had Cinna negen jaar nodig om het te voltooien. De luttele flarden die van het werk bewaard bleven, in enkele citaten bij andere auteurs, bewijzen dat het tot het epische genre behoorde.
Cinna is ook bekend als de auteur van een (verloren) werk met de titel Propempticon Pollionis, waarvan een zestal hexameters bewaard bleven. Dit afscheidsgedicht was mogelijk opgedragen aan Asinius Pollio, naar aanleiding van diens vertrek op een militaire missie. Volgens L.R. Palmer zou het geschreven zijn in Bithynië in 56 v.Chr., vóór Pollio vandaar uit naar Griekenland vertrok. Maar opnieuw blijven er enkele onopgeloste vragen: als het hier daarentegen Pollio's beroemde missie in Illyrië betreft (waarvan hij de opbrengst van de krijgsbuit aanwendde om er te Rome de eerste openbare bibliotheek mee te stichten) zou dit een bewijs kunnen leveren dat Helvius Cinna rond 40 v.Chr. nog in leven was. Of betreft het hier een andere reis van Pollio? Of een andere Pollio?
Ten slotte worden door verscheidene auteurs uit de oudheid nog enkele verzen geciteerd uit de Poemata en de Epigrammata op naam van Helvius Cinna.
- Bibsys: 95000591
- Gemeinsame Normdatei: 118520849
- International Standard Name Identifier: 0000 0000 1068 3344
- Library of Congress Control Number: nr95021134
- Nationale Bibliotheek van Israël: 987007368399905171
- Nederlandse Thesaurus van Auteursnamen: 070099294
- Système universitaire de documentation: 158334221
- Virtual International Authority File: 287900518